# Sanã-de-cara-ruiva
Sanã-de-cara-ruiva ou franga-d'água-de-faces-ruivas (Laterallus xenopterus) é uma espécie de ave da família Rallidae.
Pode ser encontrada nos seguintes países: Bolívia, Brasil e Paraguai.
Os seus habitats naturais são: campos de gramíneas de baixa altitude subtropicais ou tropicais sazonalmente húmidos ou inundados.
Está ameaçada por perda de habitat.